# جهان‌آباد، پیلیبیت
جهان‌آباد، پیلیبیت (به انگلیسی: Jahanabad) یک منطقهٔ مسکونی در هند است که در Pilibhit district واقع شده‌است.

## خصوصیات
جهان‌آباد  ۱۲٬۴۲۰ نفر جمعیت دارد و ۱۲۵ متر بالاتر از سطح دریا واقع شده‌است.